# Theodor Glatz

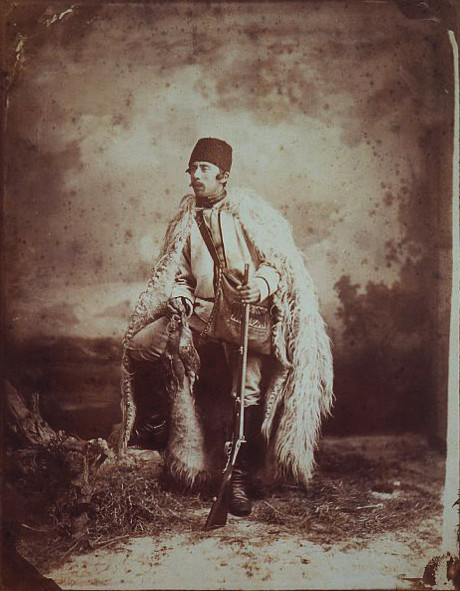
Theodor Glatz: Selbstporträt (1860)

Theodor Glatz (auch Tivadar geboren 10. Dezember 1818 in Wien, Kaisertum Österreich; gestorben 3. April 1871 in Hermannstadt, Österreich-Ungarn) war ein österreichisch-ungarischer Maler und Fotograf.

## Leben
Theodor Glatz war der Sohn des evangelischen Pastors und Schriftstellers Jakob Glatz (1776–1831). Seine Schwester Mathilde, verh. Asbóth, zeigte sich als Kunstmalerin, sein Bruder Eduard Glatz (1812–1889) wurde ein bedeutender ungarndeutscher Publizist (Pester Lloyd) in Budapest. Sein Vater zog von Wien nach Pressburg, wo Glatz die evangelische Schule besuchte. Danach studierte er in Wien an der  Akademie der bildenden Künste bei Josef Mössmer. Er ließ sich in Hermannstadt als Landschaftsmaler nieder, gab Zeichenunterricht und wurde 1843 Zeichenlehrer in der neu gegründeten Realschule, später auch am deutschen Gymnasium. Im Brukenthal-Museum fertigte er Kopien von dortigen Kunstwerken an. Bei seinen Wanderungen durch Ungarn malte er in den Karpaten, in Preßburg und in der damals als romantisch entdeckten Schlucht von Szádelő. In Buda zeichnete er 1845 die in Bau befindliche Kettenbrücke. Die Leipziger Illustrierte Zeitung druckte zwischen 1844 und 1854(?) von ihm Zeichnungen.
Anfang der 1850er Jahre begann er zu fotografieren, Glatz früheste erhaltene Aufnahme ist eine Ansicht von Kronstadt (ung. Brassó) aus dem Jahr 1854. Er übernahm 1855 das Hermannstädter Fotoatelier von Ede Pesky und Béla Gévay. An dem Atelier beteiligte er seinen ehemaligen Schüler den Fotografen Carl Koller, der im Brotberuf Zeichenlehrer in Bistritz wurde und dort eine Filiale des Fotoateliers führte.
Zusammen mit Koller legte er 1862 zwei Alben mit Siebenbürger Persönlichkeiten und Siebenbürger Trachten vor. Ab 1861 war er Mitglied der Photographischen Gesellschaft in Wien. Auf der Weltausstellung 1867 in Paris erhielt er eine „Mention honorable“ für Architektur- und Landschaftsfotografien, 1868 erhielt er eine Medaille in Hamburg.
Als Glatz 1871 starb, kündigte Koller den Lehrerberuf, führte das gemeinschaftliche Fotoatelier (Th. Glatz & Carl Koller) in Hermannstadt weiter und gründete sogleich Filialen in Klausenburg (ungarisch Kolozsvár) und Marosvásárhely. Er übergab 1873 die Firma an Kamilla Asbóth (1838–1908), eine Nichte von Glatz, Koller blieb noch bis 1874 Geschäftsführer. Asbóth betrieb es unter dem Namen „Camilla atelier“ und wurde somit vermutlich die erste selbständige Fotografin Siebenbürgens. Sie vertrieb die Volkstypen-Aufnahmen von Glatz unter ihrem Namen weiter.

Arbeiten von Theodor Glatz
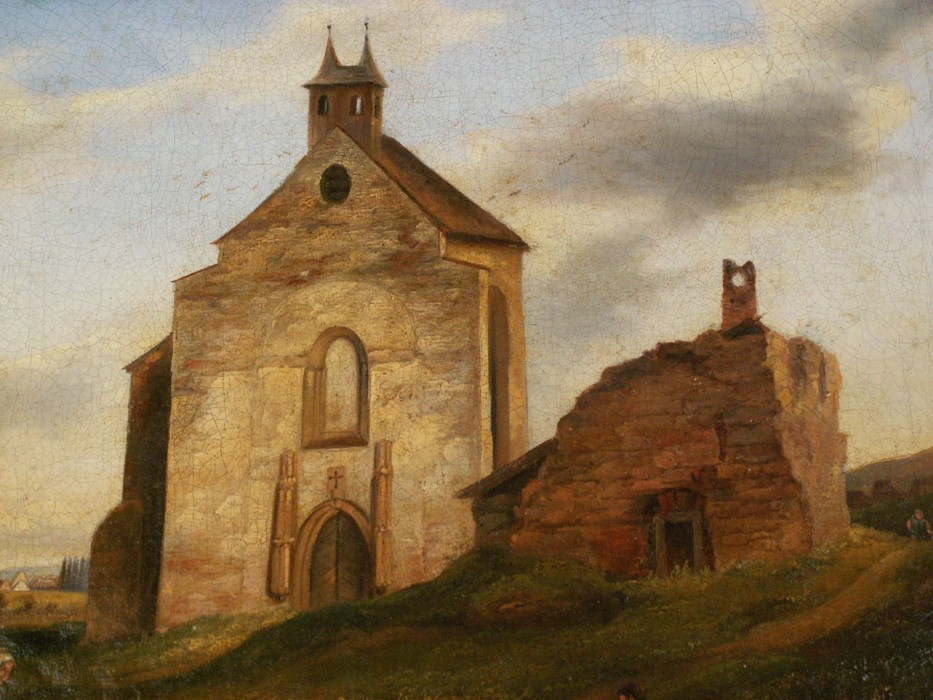
Theodor Glatz: Kolozsmonostor in Kolozsvár (o. J.)
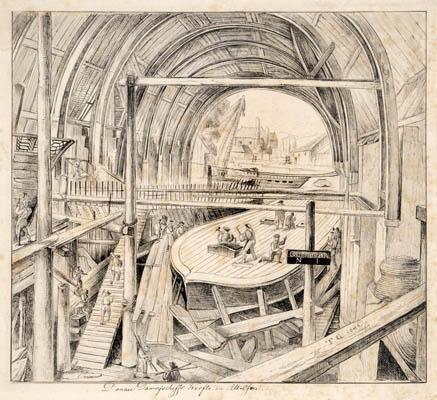
Theodor Glatz: Schiffswerft in Óbuda (1840)
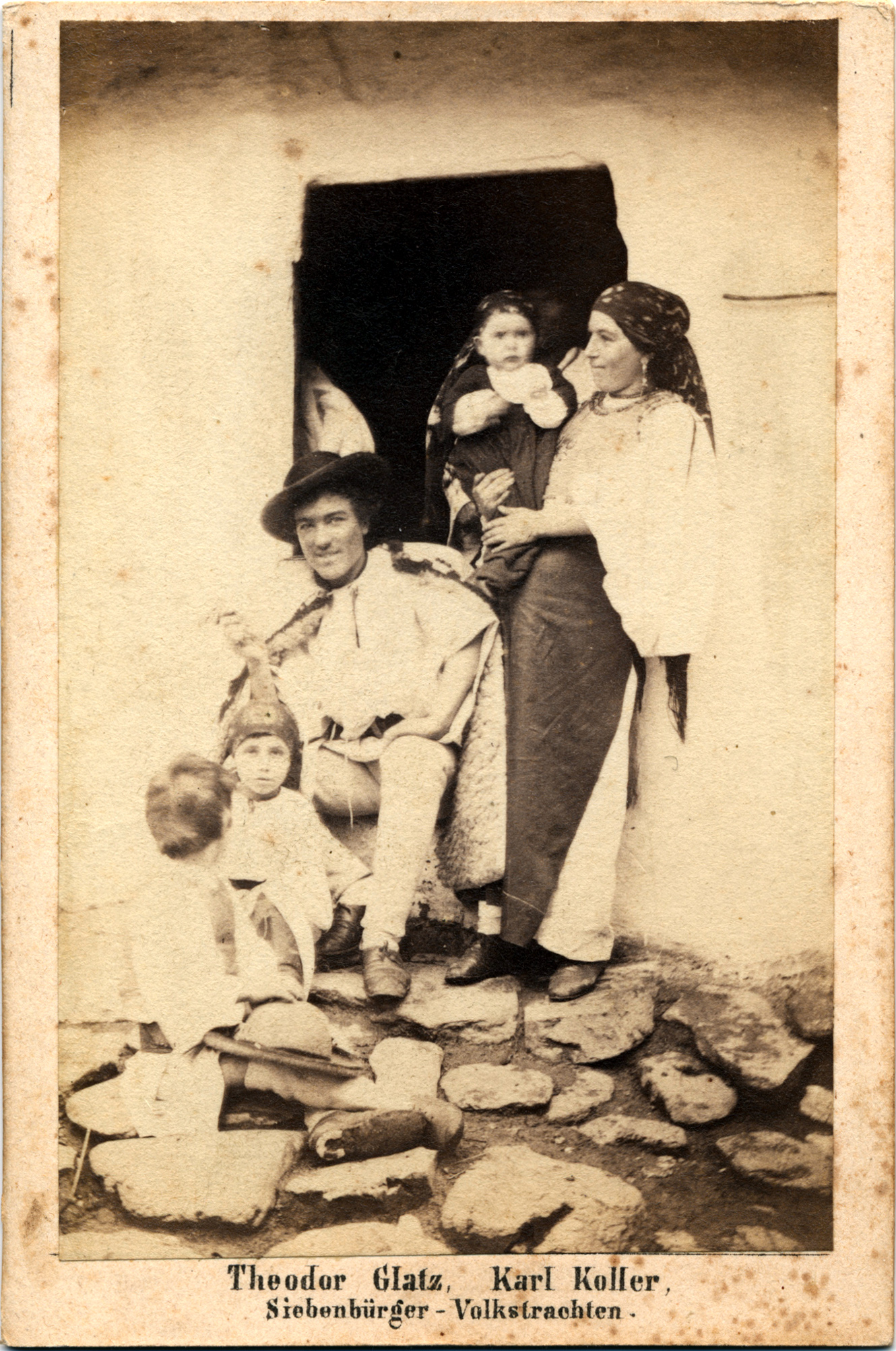
Theodor Glatz und Karl Koller: Siebenbürger Volkstrachten (1862)
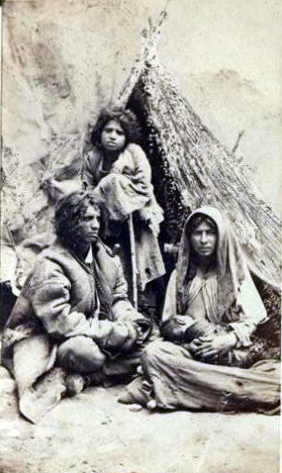
Theodor Glatz: Zigeunerfamilie (o J.)

## Literatur

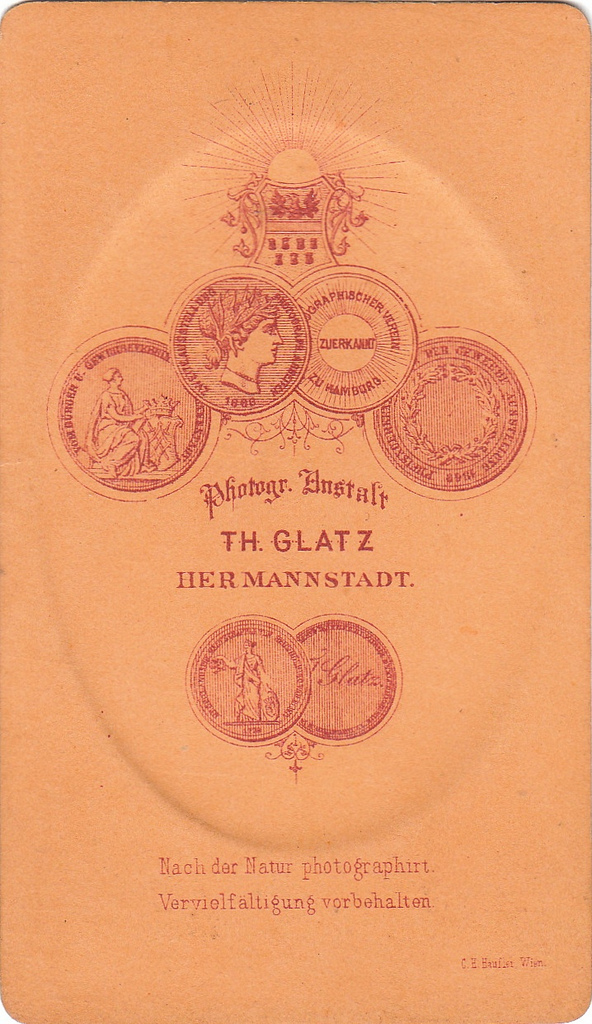
Rückseite einer ovalen Porträtaufnahme (o. J.)